# День свадьбы придётся уточнить
«День свадьбы придётся уточнить» — советская мелодрама 1979 года.

## Сюжет
Потомственный металлург и передовик производства Сергей встречается со вздорной девушкой Анной во время дежурства в народной дружине. Аня замужем, но он влюбляется в неё и приводит домой к родителям, которые, включая депутата и потомственного рабочего отца Сергея, Шитова-старшего, не одобряют его выбор. В ранее благополучной семье начинаются конфликты… Назревает конфликт между рефлексирующей интеллигенцией (Аня) и суровой моралью пролетариата (Шитовы).

## В ролях
- Евгения Симонова — Аня
- Борис Щербаков — Сергей Шитов
- Николай Пастухов — Пётр Андреевич Шитов, отец Сергея
- Николай Денисов — Роман, муж Ани
- Любовь Полехина — Зина, сестра Сергея
- Дальвин Щербаков — Борис, муж Зины
- Максим Плотников — Максим, сын Зины и Бориса
- Татьяна Божок — Света
- Алевтина Румянцева — Вера Григорьевна Шитова, мать Сергея
- Владимир Вихров — Виктор
- Юрий Чернов — Толя Казутин
- Татьяна Ташкова — Татьяна, подруга Толика
- Ованес Ванян
- Степан Пучинян — бегун

- Антон Катенёв
- Сергей Мартьянов
- Л. Сторожева — тётя Нина

## Съёмочная группа
- Режиссёр-постановщик — Степан Пучинян
- Авторы сценария — Валерий Тур, Павел Финн
- Операторы-постановщики — Вячеслав Егоров, Сергей Филиппов
- Композитор — Андрей Геворгян
- Художник-постановщик — Арсений Клопотовский
- Звукорежиссёр — Глеб Кравецкий

## Съёмки
Эпизоды фильма снимались в Таганроге, на Таганрогском металлургическом заводе.

## Технические данные
- Цветной, широкоэкранный